# Сам себя мучающий
«Сам себя мучающий» (др.-греч. Ἑαυτὸν τιμωρούμενος) — комедия древнегреческого драматурга Менандра (IV—III века до н. э.), от которой сохранился только один короткий фрагмент, приведённый другим античным автором: «Богатство слепо и способно выявить, // Что слепы также на него глядящие» (фрг. 257). О времени написания пьесы ничего не известно, о её сюжете можно судить по латинской переделке, созданной Теренцием. Этот вариант комедии, известный под названием «Самоистязатель», был впервые поставлен на римской сцене в 163 году до н. э.
Главный герой пьесы, согласно Теренцию, — молодой человек, отправленный на войну суровым отцом. Будучи влюблён в девушку, он втайне возвращается в родной город, и друг устраивает ему свидание с возлюбленной. Позже выясняется, что это сестра друга, и главный герой получает возможность на ней жениться. 